# Сидер Појнт (Тексас)
Сидер Појнт (енгл. Cedar Point) насељено је место без административног статуса у америчкој савезној држави Тексас.

## Демографија
По попису из 2010. године број становника је 630.
| Група             | 2000.    | 2010.       |
| Белци             | 0 (0,0%) | 571 (90,6%) |
| Афроамериканци    | 0 (0,0%) | 16 (2,5%)   |
| Азијати           | 0 (0,0%) | 3 (0,5%)    |
| Хиспаноамериканци | 0 (0,0%) | 36 (5,7%)   |
| Укупно            | 0        | 630         |